# Leskeella pusilla
Leskeella pusilla là một loài Rêu trong họ Leskeaceae. Loài này được (Mitt.) Nog. mô tả khoa học đầu tiên năm 1972.